# Duncan Campbell (Snowboarder)
Duncan Campbell (* 23. Januar 1997) ist ein ehemaliger neuseeländischer Snowboarder. Er startete in der Disziplin Snowboardcross.

## Werdegang
Campbell nahm von 2013 bis 2016 vorwiegend am Nor-Am Cup teil. Dabei errang er im März 2014 in Beaver Valley den dritten und im Januar 2015 in Tremblant den zweiten Rang. Bei den Snowboard-Juniorenweltmeisterschaften 2014 in Chiesa in Valmalenco belegte er den 21. Platz. Sein Debüt im Snowboard-Weltcup hatte er im März 2015 in Veysonnaz, welches er auf dem zehnten Platz beendete. Dies ist auch bisher seine beste Platzierung im Weltcup. Im folgenden Jahr holte er bei den Snowboard-Juniorenweltmeisterschaften in Rogla die Silbermedaille. Bei den Snowboard-Weltmeisterschaften 2017 in Sierra Nevada wurde er Fünfter. In seiner letzten aktiven Saison absolvierte er in Cervinia seinen 19. und damit letzten Weltcup, welchen er auf dem 63. Platz beendete und errang bei den Olympischen Winterspielen 2018 in Pyeongchang den 37. Platz.

## Weltcup-Gesamtplatzierungen
| Saison  | Platz | Punkte |
| ------- | ----- | ------ |
| 2014/15 | 24.   | 303    |
| 2015/16 | 63.   | 68,6   |
| 2016/17 | 48.   | 184,6  |